# 6901 Roybishop
6901 Roybishop (1989 PA) là một tiểu hành tinh vành đai chính bên trong được phát hiện ngày 2 tháng 8 năm 1989 bởi C. S. Shoemaker ở Palomar.